# Богуславский, Тимур Ирекович
Тиму́р И́рекович Богусла́вский (30 апреля 2000, Казань) — российский автогонщик, пилот выступающий в чемпионате GT World Challenge Europe. Уже в год своего дебюта в кольцевых гонках (2016), стал призёром этапа чемпионата России, победителем и призёром этапов Открытого чемпионата Татарстана, обладателем кубка Татарстана,
победителем монокубка Canyon Cup в абсолютном зачете и в зачете Junior, а в начале 2017 года — призёром заезда кольцевого монокубка Radical Middle East Cup, победителем заездов монокубка Renault Clio Cup Italia и чемпионата России по кольцевым гонкам в классе «Туринг-Лайт». В 2018 году Богуславский выступал в ELMS и в Lamborghini Super Trofeo Europe, а в 2019 году он стал чемпионом в Lamborghini Super Trofeo Middle East в зачете PRO, а также чемпионом Blancpain GT Series в зачете Silver Cup. Спортивное звание — мастер спорта.

## Спортивная карьера

### Winter Rotax Max Kazan
Тимур Богуславский начал заниматься автоспортом относительно поздно, по гоночным меркам. В возрасте 15 лет он впервые принял участие в зимнем картинговом турнире Winter Rotax Max Kazan. Там же познакомился со своим первым тренером Аделем Муллахметовым, главным организатором соревнования, известным картингистом, руководителем автодрома Казань Ринг (Каньон).
Стартовал в четырёх этапах Winter Rotax Max Kazan 2016 из шести, лучшим результатом стало четвёртое место в одной из гонок, закончил сезон на девятом месте из 54 участников.
В сезоне 2016—2017 году также принял участие в четырёх раундах 6-этапного турнира. Выиграл одну из гонок, занял четвёртое место из 58 участников. Годом позже, в сезоне 2017—2018 участвовал только в двух гонках из шести, занял 22 место по итогам сезона.

### Canyon Cup
С весны 2016 года начал тесты за рулём Lada Granta Sport Light для последующего участия в новом монокубке Canyon Cup. Сезон Богуславский проехал в юниорском зачёте, где выиграл все четыре гонки, обойдя 12 соперников, среди которых были и профессиональные автогонщики, таким образом, заработав для своей команды NEFIS Motorsport необходимое количество для победы очков в командном зачёте.
Зимой 2017-го выиграл в выездной гонке зимнего турнира Winter Canyon Cup, который проходил на снежном ипподроме в Усады. Летом того же года принял участие в двух этапах Canyon Cup 2017 из пяти. Завоевал один поул и занял 17 итоговое место.
В четырёхэтапном турнире Winter Canyon Cup сезона 2017—2018 одержал две победы в трёх гонках и занял второе место, несмотря на пропуск одного этапа, и, таким образом, вновь принес победу своей команды NEFIS Racing Division в командном зачёте.

### Российский ралли-кросс
В мае 2016-го Тимур Богуславский дебютировал в ралли-кроссе. Он участвовал в заезде Кубка РАФ, в классе Д2Н на арендованном автомобиле Renault Logan, на трассе «Высокая Гора» показал пятый результат в квалификационных заездах и шестой в финале. В августе того же года принял участие на этой же трассе на этапе чемпионата России в классе «Национальный» за рулем автомобиля Lada Kalina, показав 14-й результат, что, не позволило ему пройти в финальную часть гонки.

### Открытый чемпионат Татарстана по кольцевым гонкам
В 2016 году Богуславский принял участие в Открытом чемпионате Татарстана по кольцевым гонкам (ОЧРТ). Стартовал в трёх этапах из четырёх. В общей сложности он проехал шесть гонок, три раза финишировал на подиуме, выиграв при этом две гонки и завоевав одну поул-позицию. Богуславский, несмотря на пропуск четверти сезона, занял пятое место среди девятнадцати участников чемпионата.
В 2017 году принял участие только в двух этапах 4-этапного чемпионата республики. В четырёх проведённых заездах занимал 2-4 места, и по общим итогам турнира занял пятую позицию.

### Российская серия кольцевых гонок
Летом 2016 года дебютировал в РСКГ, в четвертом этапе, проходившем на трассе Сочи Автодром. Богуславский был заявлен в чемпионат России в категорию «Туринг-лайт», где стал самым молодым участником в классе. Богуславский выступал на автомобиле VW Polo, арендованном у команды B-tuning, на котором лидировал уже в своём втором заезде. После этого было участие в пятом этапе, прошедшем на Moscow Raceway, где лучшим результатом стало пятое место в одном из заездов. На финальном этапе РСКГ, прошедшем на трассе «Казань Ринг (Каньон)», Богуславский ехал за татарстанскую команду Suvar Motorsport за рулем автомобиля Renault Twingo Sport. Стал вторым в квалификации и в обеих гонках. Единственный, кто смог его опередить на трассе, был его новый тренер Дмитрий Брагин, выступавший на Lada Kalina NFR за заводскую команду LADA Sport ROSNEFT. По итогам сезона Богуславский занял 11 место, приняв участие в трёх этапах из семи.
В 2017 году Богуславский был заявлен на весь сезон в «Туринг-лайт», и на этот раз уже в качестве первого пилота казанской команды NEFIS Racing Division. Уже на втором этапе, за рулем автомобиля Peugeot 208 на трассе «Смоленское кольцо» одержал свою первую победу в чемпионате России. После чего он лидировал большую часть сезона в своём классе, при этом продолжая оставаться самым молодым пилотом, однако, завершил сезон лишь на пятом месте.

### Кубок Татарстана по кольцевым гонкам
9 октября 2016 состоялся одноэтапный Кубок Татарстана по кольцевым гонкам, состоявший из двух заездов. Выиграв один из них, Богуславский набрал необходимое количество очков и с первого заезда стал победителем турнира, где приняло участие восемь пилотов РСКГ.

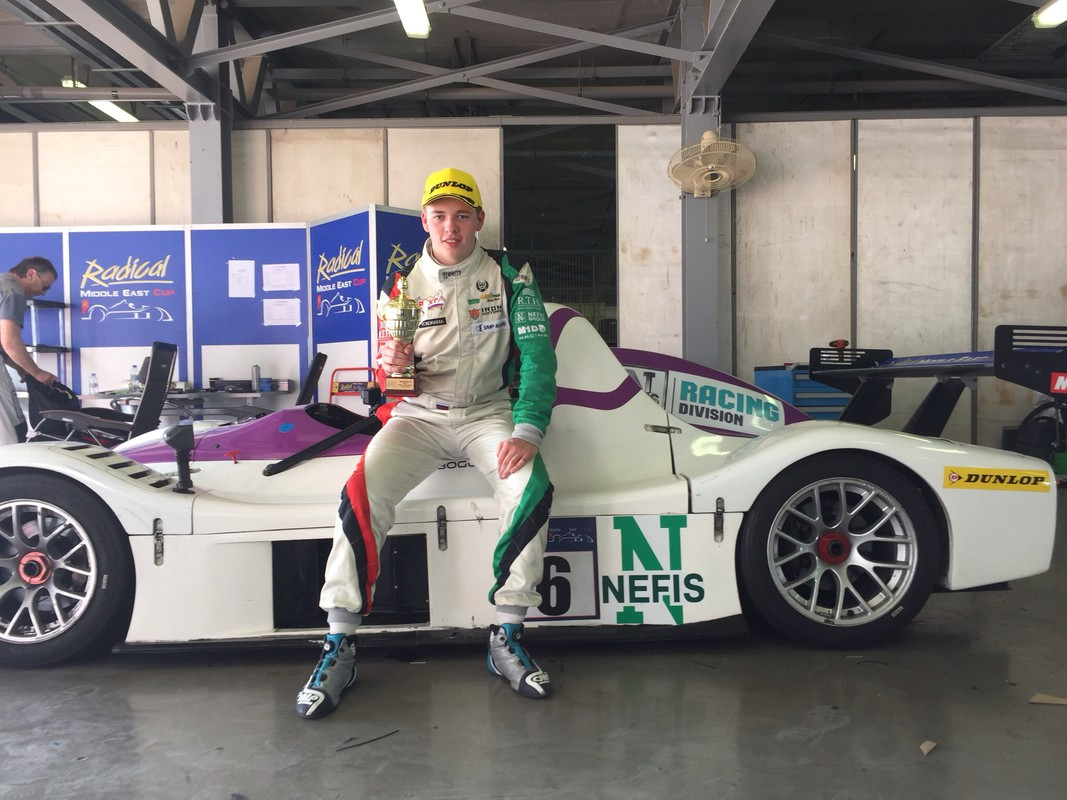
Тимур Богуславский с кубком за третье место на этапе Radical Middle East Cup 2016/2017

### Seat Ibiza Cup Italia
В 2016 году Богуславский дебютировал в международных соревнованиях в финальной гонке монокубка Seat Ibiza Cup Italia и стал победителем в категории Rookie.

### Radical Middle East Cup
В начале 2017 года Богуславский занял первое место в гонке монокубка Radical Middle East Cup в Дубае, ОАЭ.
Спустя один год снова принял участие в третьем этапе Radical Middle East Cup (сезона 2017—2018), проходившем на трассе «Яс Марина». Выиграл одну из двух квалификаций и победил в обоих заездах.

### Renault Clio Cup Italia
Богуславский одержал первую для себя победу в международной гонке[когда?] — Renault Clio Cup. Во время гоночного уикенда проходило два заезда: в первом последовал сход Тимура после столкновения с соперником, а втором — победа в дождевых условиях, при старте с седьмой позиции.

### Европейская серия Ле-Ман и Кубок Ле-Мана
В октябре 2017-го на финальном этапе Европейской серии Ле-Ман 2017, проходившем на португальском автодроме «Алгарве» Богуславский вошёл в состав экипажа испанской команды By Speed Factory, состоявшей из трёх пилотов и выступавшей на 430-сильном французском прототипе (Ligier JS P3 Nissan) класса LMP3. Он проехал квалификацию и стартовал в четырёхчасовой гонке. Несмотря на хороший темп, по итогам гонки экипаж финишировал 12-м в своем классе. Богуславский стал самым молодым пилота в своем классе ELMS 2017.
В 2018 году Богуславский выступал в Европейской серии Ле-Ман 2018 за команду NEFIS by Speed Factory, также на Ligier JS P3. Его напарниками стали Алексей Чуклин и Данил Проненко, оба пилота из России, но Чуклин выступал под украинской лицензией. Первый старт состоялся в апреле на французской трассе «Поль Рикар». В квалификации экипаж показал 10-е время в классе из 18-ти, финишировав гонку на 16-й позиции.

### Чемпионат Татарстана по зимним трековым гонкам
В 2018 году Богуславский дебютировал в чемпионате Татарстана по зимним трековым гонкам на 120-сильном седане Lada Granta Sport Light, из монокубка Canyon Cup, который был предоставлен руководством трассы «Казань Ринг (Каньон)». Набрав 8 очков, занял 13 место в абсолютном зачёте и второе в классе Lada Granta.

### Lamborghini Super Trofeo
В апреле 2018 года Богуславский дебютировал в чемпионате Lamborghini Super Trofeo Europe 2018, все участники которого едут за рулем автомобиля Lamborghini Huracan Super Trofeo EVO. Выступая за команду NEFIS by Target Racing, его напарником по команде стал испанец Антонио Форне. Во время первого этапа, проходившего в Монце, Богуславский квалификацировался четвёртым в классе Pro-Am и одиннадцатым в абсолютном зачете (из 48 участников). В гонке он держал четвертую позицию, но его напарник попал в аварию и сошёл. Во второй гонке, после отбытия штрафа за инцидент со столкновением, экипаж поднялся с 46-го на 22 место в абсолюте, и седьмое в классе.

### Lamborghini Super Trofeo Middle East
В 2019 году Богуславский стал чемпионом Lamborghini Super Trofeo Middle East в классе Pro за рулем автомобиля Lamborghini Huracán Super Trofeo Evo. Он выиграл все шесть этапов (три в Абу-Даби и три в Дубае).

### Blancpain GT Series
В апреле того же года[какого?] Богуславский за рулём автомобиля Mercedes-AMG GT3 вместе с командой AKKA ASP Team стартовал в чемпионате Blancpain GT Series. Вместе со своими напарниками по команде Фелипе Фрага и Нико Бастиан экипаж не раз поднимался на подиум, выиграв 2 гонки эндуранс («Монца» и «Поль Рикар)» и 1 гонку спринт («Мизано»), а также заняв третье место на «Сильверстоуне», два раза второе место на «Нюрбургринге» и поднялся на вторую ступень пьедестала в марафоне «24 часа Спа». По итогам сезона 2019 Богуславский стал чемпионом Blancpain GT Series а зачете Silver Cup.

### GT World Challenge Europe Powered by AWS
Богуславский стал первым российским, а также самым молодым пилотом, выигравшим в общем зачете международный чемпионат GT World Challenge Europe Powered by AWS за рулем автомобиля Mercedes-AMG GT3 и вместе с командой AKKA ASP Team.

### Околоспортивные активности и тесты
Богуславский принимал участие в автомотошоу Kazan City Racing 2016, проходившем в центре Казани.
В январе 2017-го стал одним из первых в Европе, кто протестировал на гоночной трассе новую модель спортивного автомобиля Audi RS3 LMS с кузовом седан, для гонок TCR, это была часть программы подготовки к сезону 2017.

## Статистика выступлений

### Сводная таблица
| Год  | Серия (класс авто)                                         | Команда (автомобиль)                                                   | Гонки | Победы | Поулы | Подиумы | Очки  | Место |
| ---- | ---------------------------------------------------------- | ---------------------------------------------------------------------- | ----- | ------ | ----- | ------- | ----- | ----- |
| 2016 | Winter Rotax Max Kazan 2016 (Rotax Max)                    | NEFIS Motorsport (Карт)                                                | 4     | 0      | 0     | 0       | 199   | 9     |
| 2016 | Кубок РАФ по ралли-кроссу (Д2Н)                            | Личный зачёт (Renault Logan)                                           | 1     | 0      | 0     | 0       | 15    | 11    |
| 2016 | Чемпионат России по ралли-кроссу (Национальный)            | NEFIS Motorsport (Lada Kalina)                                         | 1     | 0      | 0     | 0       | 3     | 26    |
| 2016 | Canyon Cup (Lada Granta Sport Light)                       | NEFIS Motorsport (Lada Granta SL)                                      | 4     | 2      | -     | 4       | 74    |       |
| 2016 | Canyon Cup Junior (Lada Granta Junior)                     | NEFIS Motorsport (Lada Granta SL)                                      | 4     | 4      | -     | 4       | 74    |       |
| 2016 | Чемпионат Татарстана по кольцевым гонкам (Национальный)    | NEFIS Motorsport (Kia Rio)                                             | 6     | 2      | 1     | 3       | 428   | 5     |
| 2016 | Российская серия кольцевых гонок (Туринг-лайт)             | Личный зачёт (Volkswagen Polo)/Suvar Motorsport (Renault Twingo Sport) | 6     | 0      | 0     | 2       | 494   | 11    |
| 2016 | Кубок Татарстана по кольцевым гонкам (Национальный Россия) | NEFIS Motorsport (Kia Rio)                                             | 2     | 1      | 1     | 1       | 109   |       |
| 2016 | Моноубок Seat Ibiza Cup Italia                             | Suvar Motorsport (Seat Ibiza)                                          | 2     | 0      | 0     | 0       | 8     | 22    |
| 2017 | Winter Rotax Max Kazan 2017 (Rotax Max)                    | NEFIS Motorsport (Карт)                                                | 4     | 1      | 0     | 2       | 301   | 4     |
| 2017 | Winter Canyon Cup (Lada Granta)                            | NEFIS Motorsport (Lada Granta SL)                                      | 1     | 1      | -     | 1       | 60    | 4     |
| 2017 | Radical Middle East Cup                                    | AUH Motorsports (Radical SR3 RS)                                       | 2     | 0      | 0     | 1       | 14    | 20    |
| 2017 | Renault Clio Cup Italia                                    | LEMA RACING (Renault Clio)                                             | 2     | 1      | 0     | 1       | ВНЗ*  | ВНЗ*  |
| 2017 | Чемпионат Татарстана по кольцевым гонкам (Национальный)    | NEFIS Racing Division (Kia Rio/Lada Kalina NFR)                        | 6     | 0      | 1     | 2       | 231,2 | 5     |
| 2017 | Canyon Cup (Lada Granta Sport Light)                       | NEFIS Racing Division (Lada Granta SL)                                 | 2     | 0      | 1     | 0       | 43    | 17    |
| 2017 | Российская серия кольцевых гонок (Туринг-лайт)             | NEFIS Racing Division (Peugeot 208)                                    | 14    | 1      | 1     | 4       | 153   | 5     |
| 2017 | Европейская серия Ле-Ман 2017 (LMP3)                       | By Speed Factory (Ligier JS P3 Nissan)                                 | 1     | 0      | 0     | 0       | 0,5   | 29    |
| 2018 | Winter Rotax Max Kazan 2018 (Rotax Max)                    | NEFIS Racing Division (Карт)                                           | 2     | 0      | 0     | 0       | 74    | 22    |
| 2018 | Winter Canyon Cup 2018 (Lada Granta)                       | NEFIS Racing Division (Lada Granta SL)                                 | 3     | 2      | -     | 2       | 168   |       |
| 2018 | Radical Middle East Cup                                    | B-Tuning (Radical SR3 RS)                                              | 2     | 2      | 1     | 2       | 40    | 12    |
| 2018 | Чемпионат Татарстана по зимним трековым гонкам (А-1600)    | NEFIS Racing Division (Lada Granta SL)                                 | 1     | 0      | 0     | 0       | 8     | НД    |
| 2018 | Европейская серия Ле-Ман 2018 (LMP3)                       | NEFIS by Speed Factory (Ligier JS P3 Nissan)                           | 3     | 0      | 0     | 0       | 16,5* | 11*   |
| 2018 | Lamborghini Super Trofeo Europe (Pro-Am)                   | NEFIS by Target Racing (Lamborghini Huracan Super Trofeo EVO)          | 2     | 0      | 0     | 0       | 4*    | НД*   |
| 2018 | Lamborghini Super Trofeo Europe (Pro)                      | NEFIS by Target Racing (Lamborghini Huracan Super Trofeo EVO)          | 4     | 0      | 0     | 0       | НД*   | НД*   |
| 2018 | Кубок Ле-Мана 2018 (LMP3)                                  | NEFIS by Speed Factory (Ligier JS P3 Nissan)                           | 2     | 0      | 0     | 0       | 3,5*  | 20*   |

ВНЗ — выступал в турнире вне зачёта. НД — нет данных. * Сезон в процессе.

### Результаты выступлений по сериям
| Легенда к таблице |                                                                    |
| --- | ------------------------------------------------------------------ |
| Расшифровка обозначений и цветов представлена в нижеследующей таблице. |                                                                    |
| \| Пример \| Описание \| \| ------------ \| ------------------------------------------------------------------ \| \| 1 \| Победитель \| \| 2 \| Второе место \| \| 3 \| Третье место \| \| 5 \| Финишировал, заработав очки \| \| Сход \| Не финишировал, но при этом заработал очки \| \| 12 \| Финишировал, не получив очков \| \| НКЛ \| Финишировал, но не попал в финальную классификацию \| \| 15 \| Участвовал вне зачёта, либо по отдельной классификации \| \| 18 \| Не финишировал, но попал в финальную классификацию \| \| Сход \| Не финишировал \| \| НКВ \| Не прошёл квалификацию \| \| НПКВ \| Не прошёл предквалификацию \| \| ДСК \| Дисквалифицирован \| \| ИСК \| Исключён из протокола соревнований \| \| ТТ \| Заявлен для участия только в тренировках \| \| НС \| Участвовал в квалификации, но не стартовал в гонке \| \| Т \| Травмирован или болен \| \| ОТК \| Отказ от участия \| \| НТР \| Прибыл на соревнования, но на трассу не выезжал \| \| НПР \| Был заявлен в числе участников, но не прибыл к началу соревнований \| \| О \| Соревнования отменены \| \| \| Не участвовал \| \| Поул-позиция \| \| \| Быстрый круг \| \| |                                                                    |
| Пример | Описание                                                           |
| 1 | Победитель                                                         |
| 2 | Второе место                                                       |
| 3 | Третье место                                                       |
| 5 | Финишировал, заработав очки                                        |
| Сход | Не финишировал, но при этом заработал очки                         |
| 12 | Финишировал, не получив очков                                      |
| НКЛ | Финишировал, но не попал в финальную классификацию                 |
| 15 | Участвовал вне зачёта, либо по отдельной классификации             |
| 18 | Не финишировал, но попал в финальную классификацию                 |
| Сход | Не финишировал                                                     |
| НКВ | Не прошёл квалификацию                                             |
| НПКВ | Не прошёл предквалификацию                                         |
| ДСК | Дисквалифицирован                                                  |
| ИСК | Исключён из протокола соревнований                                 |
| ТТ | Заявлен для участия только в тренировках                           |
| НС | Участвовал в квалификации, но не стартовал в гонке                 |
| Т | Травмирован или болен                                              |
| ОТК | Отказ от участия                                                   |
| НТР | Прибыл на соревнования, но на трассу не выезжал                    |
| НПР | Был заявлен в числе участников, но не прибыл к началу соревнований |
| О | Соревнования отменены                                              |
| | Не участвовал                                                      |
| Поул-позиция |                                                                    |
| Быстрый круг |                                                                    |

#### Результаты выступлений в РСКГ (Туринг-лайт)
| Год  | Команда               | Автомобиль           | 1       | 2       | 3     | 4       | 5       | 6       | 7       | 8        | 9       | 10       | 11       | 12       | 13         | 14      | Очки | Место |
| ---- | --------------------- | -------------------- | ------- | ------- | ----- | ------- | ------- | ------- | ------- | -------- | ------- | -------- | -------- | -------- | ---------- | ------- | ---- | ----- |
| 2016 | Личный зачёт          | Volkswagen Polo      | СМО 1   | СМО 2   | НИЖ 1 | НИЖ 2   | ГРО 1   | ГРО 2   | СОЧ 1 8 | СОЧ 2 10 | MRW 1 5 | MRW 2 11 | СМО 1    | СМО 2    |            |         | 494  | 11    |
| 2016 | Suvar Motorsport      | Renault Twingo Sport |         |         |       |         |         |         |         |          |         |          |          |          | КАЗ 1 2    | КАЗ 2   | 494  | 11    |
| 2017 | NEFIS Racing Division | Peugeot 208          | ГРО 1 2 | ГРО 2 6 | СМО 1 | СМО 2 9 | НИЖ 1 4 | НИЖ 2 3 | КАЗ 1 7 | КАЗ 2 6  | СМО 1 2 | СМО 2 11 | MRW 1 11 | MRW 2 11 | КАЗ 1 Сход | КАЗ 2 9 | 153  | 5     |

#### Результаты выступлений в Открытом чемпионате Татарстана по кольцевым гонкам
| Год  | Команда               | Автомобиль | 1       | 2       | 3       | 4        | 5        | 6        | 7       | 8       | Очки  | Место |
| ---- | --------------------- | ---------- | ------- | ------- | ------- | -------- | -------- | -------- | ------- | ------- | ----- | ----- |
| 2016 | NEFIS Motorsport      | Kia Rio    | КАЗ 1   | КАЗ 2   | КАЗ 1 5 | КАЗ 2 11 | КАЗ 1    | КАЗ 2 1  | КАЗ 1 2 | КАЗ 2 6 | 428   | 5     |
| 2017 | NEFIS Racing Division | Kia Rio    | КАЗ 1 2 | КАЗ 2 4 | КАЗ 1 3 | КАЗ 2 4  | КАЗ 1 НС | КАЗ 2 НС | КАЗ 1   | КАЗ 2   | 231,2 | 5     |

НС — не стартовал

#### Результаты выступлений в Seat Ibiza Cup Italia
| Год  | Команда          | Автомобиль | 1     | 2     | 3     | 4     | 5     | 6     | 7     | 8     | 9     | 10    | 11      | 12      | Очки | Место |
| ---- | ---------------- | ---------- | ----- | ----- | ----- | ----- | ----- | ----- | ----- | ----- | ----- | ----- | ------- | ------- | ---- | ----- |
| 2016 | Suvar Motorsport | Seat Ibiza | АДР 1 | АДР 2 | МИЗ 1 | МИЗ 2 | МУД 1 | МУД 2 | ВАЛ 1 | ВАЛ 2 | ИМО 1 | ИМО 2 | МОН 1 7 | МОН 2 7 | 8    | 22    |

#### Результаты выступлений в Radical Middle East Cup
| Год       | Команда         | Автомобиль     | 1     | 2     | 3     | 4     | 5       | 6       | 7     | 8     | 9     | 10    | 11    | 12    | Очки | Место |
| --------- | --------------- | -------------- | ----- | ----- | ----- | ----- | ------- | ------- | ----- | ----- | ----- | ----- | ----- | ----- | ---- | ----- |
| 2016/2017 | AUH Motorsports | Radical SR3 RS | АБУ 1 | АБУ 2 | ДУБ 1 | ДУБ 2 | ДУБ 1 8 | ДУБ 2 3 | АБУ 1 | АБУ 2 | АБУ 1 | АБУ 2 | АБУ 1 | АБУ 2 | 14   | 20    |
| 2017/2018 | B-Tuning        | Radical SR3 RS | АБУ 1 | АБУ 2 | ДУБ 1 | ДУБ 2 | АБУ 1   | АБУ 2 1 | ДУБ 1 | ДУБ 2 | ДУБ 1 | ДУБ 2 |       |       | 40   | 12    |

#### Результаты выступлений в Renault Clio Cup Italia
| Год  | Команда     | Автомобиль   | 1          | 2       | 3     | 4     | 5     | 6     | 7     | 8     | 9     | 10    | 11    | 12    | Очки | Место |
| ---- | ----------- | ------------ | ---------- | ------- | ----- | ----- | ----- | ----- | ----- | ----- | ----- | ----- | ----- | ----- | ---- | ----- |
| 2017 | LEMA RACING | Renault Clio | МУД 1 Сход | МУД 2 1 | БРН 1 | БРН 2 | МОН 1 | МОН 2 | МИЗ 1 | МИЗ 2 | ВАЛ 1 | ВАЛ 2 | ИМО 1 | ИМО 2 | ВНЗ  | ВНЗ   |

ВНЗ — выступал в турнире вне зачёта.

#### Результаты выступлений в Европейской серии Ле-Ман
| Год  | Команда                | Класс | Авто         | Двигатель   | 1      | 2     | 3     | 4   | 5   | 6      | Очки  | Место |
| ---- | ---------------------- | ----- | ------------ | ----------- | ------ | ----- | ----- | --- | --- | ------ | ----- | ----- |
| 2017 | By Speed Factory       | LMP3  | Ligier JS P3 | Nissan VK50 | СИЛ    | МОН   | РБР   | ЛЕК | СПА | АЛГ 12 | 0,5   | 29    |
| 2018 | NEFIS by Speed Factory | LMP3  | Ligier JS P3 | Nissan VK50 | ЛЕК 16 | МОН 6 | РБР 6 | СИЛ | СПА | АЛГ    | 16,5* | 11*   |

* Сезон в процессе.

#### Результаты выступлений в Кубке Ле-Мана
| Год  | Команда                | Класс | Авто         | Двигатель   | 1   | 2   | 3        | 4       | 5   | 6   | 7   | Очки | Место |
| ---- | ---------------------- | ----- | ------------ | ----------- | --- | --- | -------- | ------- | --- | --- | --- | ---- | ----- |
| 2018 | NEFIS by Speed Factory | LMP3  | Ligier JS P3 | Nissan VK50 | ЛЕК | МОН | САР 1 11 | САР 2 7 | РБР | СПА | АЛГ | 3,5* | 20*   |

* Сезон в процессе.

#### Результаты выступлений в Lamborghini Super Trofeo Europe
| Год  | Команда                | Класс  | Авто                                 | 1          | 2       | 3       | 4       | 5       | 6       | 7     | 8     | 9     | 10    | 11    | 12    | Очки | Место |
| ---- | ---------------------- | ------ | ------------------------------------ | ---------- | ------- | ------- | ------- | ------- | ------- | ----- | ----- | ----- | ----- | ----- | ----- | ---- | ----- |
| 2018 | NEFIS by Target Racing | Pro-Am | Lamborghini Huracan Super Trofeo EVO | МОН 1 Сход | МОН 2 7 |         |         |         |         |       |       |       |       |       |       | 4*   | НД*   |
| 2018 | NEFIS by Target Racing | Pro    | Lamborghini Huracan Super Trofeo EVO |            |         | СИЛ 1 7 | СИЛ 2 5 | МИЗ 1 6 | МИЗ 2 5 | СПА 1 | СПА 2 | НЮР 1 | НЮР 2 | ВАЛ 1 | ВАЛ 2 | НД*  | НД*   |

НД — нет данных.
* Сезон в процессе.

## Личные данные
Студент Института экономики, управления и финансов Казанского (Приволжского) федерального университета. Отец — Ирек Богуславский, депутат Государственной думы РФ, член комитета ГД по экономической политике, промышленности, инновационному развитию и предпринимательству, основатель группы компаний «Нэфис».